# Aéroport de Hatchet Lake
L'aéroport de Hatchet Lake est un aéroport situé en Saskatchewan, au Canada.